# Kansalaistori
Kansalaistori – plac w centrum Helsinek

## Historia
W latach 60. i 70. XX wieku plan Alvar Aalto przedstawił propozycje zagospodarowania terenów w centralnej części miasta. Zaproponował on utworzenie nowego centrum  miasta na obszarze bezpośrednio sąsiadującym z zatoką Töölö. Proponowano aby nazwać go Keskustori ( Plac Centralny) lub Terassitori (plac Tarasowy), a w kolejnych planach nazwano go Itsenäisyydenaukio (placem Niepodległości). Jednak propozycje architekta spotkały się z krytyką i nie zostały zrealizowane. Pozostałością tych planów jest budynek Finlandia Talo.
W latach 1987–1993 na północnym brzegu zatoki Töölö zbudowano budynek opery. W 1992 roku  ogłoszono konkurs na budowę Muzeum Sztuki Współczesnej Kiasma. Postanowiono zbudować je w miejscu proponowanym przez Aalto, przy ulicy Mannerheiminte, w sąsiedztwie głównej siedziby poczty, niedaleko parlamentu i Finlandia Talo. Muzeum otwarto w 1998 roku. W 1999 roku otwarto w jego okolicy siedzibę  koncernu medialnego Sanoma, w 2011 Musickitalo (Centrum Muzyki), a w 2018 roku budynek biblioteki Oodi.
Kiedy Rada Miasta podejmowała w 2004 roku decyzję o budowie Centrum Muzyki postanowiono wydzielić prostokątną działkę o wymiarach około 80 x 60 metrów, a nowy plac nazwać Kansalaistori (plac Obywatelski). Chociaż Aalto proponował, aby miał kształt trójkąta i ciągnął się od pomnika marszałka Mannerheima i głównej siedziby poczty aż do południowego brzegu zatoki Töölö budowa nowych budynków zmieniło jego plany. Obecny jego kształt wyznaczyły zbudowane wcześniej budynki, a przestrzeń została zamknięta przez otwarty w 2018 roku budynek biblioteki Oodi.
Plac jest częściowo utwardzony, umieszczono na nim ławeczki, niedaleko znajdują się place zabaw, a przez jego teren przebiega ścieżka rowerowa. Organizowane są tu różne imprezy takie jak Sylwester. 